# Delphinium caeruleum
Delphinium caeruleum är en ranunkelväxtart som beskrevs av Venceslas Victor Jacquemont och Jacques Cambessèdes. Delphinium caeruleum ingår i släktet storriddarsporrar, och familjen ranunkelväxter.

## Underarter
Arten delas in i följande underarter:
- D. c. crassicalcaratum
- D. c. majus
- D. c. obtusilobum